# Sportverein Darmstadt 1898 1984-1985
Questa voce raccoglie le informazioni riguardanti lo Sportverein Darmstadt 1898 nelle competizioni ufficiali della stagione 1984-1985.

## Stagione
Nella stagione 1984-1985 il Darmstadt, allenato da Lothar Kleim e Udo Klug, concluse il campionato di 2. Bundesliga al 15º posto. In Coppa di Germania il Darmstadt fu eliminato al secondo turno dal Werder Brema.

## Rosa
| N. |                      | Ruolo | Calciatore       |
| -- | -------------------- | ----- | ---------------- |
|    | Germania (bandiera)  | P     | Frank Berlepp    |
|    | Germania (bandiera)  | P     | Wilhelm Huxhorn  |
|    | Germania (bandiera)  | D     | Rolf Dohmen      |
|    | Germania (bandiera)  | D     | Jochen Dörrich   |
|    | Germania (bandiera)  | D     | Karl-Heinz Emig  |
|    | Germania (bandiera)  | D     | Stefan Glaser    |
|    | Germania (bandiera)  | D     | Volker Kispert   |
|    | Germania (bandiera)  | D     | Gerhard Lachmann |
|    | Rep. Ceca (bandiera) | D     | Luděk Macela     |
|    | Germania (bandiera)  | D     | Gunther Reeg     |
|    | Germania (bandiera)  | D     | Peter Salisch    |
|    | Germania (bandiera)  | C     | Willi Bernecker  |

| N. |                                 | Ruolo | Calciatore        |
| -- | ------------------------------- | ----- | ----------------- |
|    | Germania (bandiera)             | C     | Andreas Bordan    |
|    | Germania (bandiera)             | C     | Bernd Krajczy     |
|    | Germania (bandiera)             | C     | Stefan Lottermann |
|    | Germania (bandiera)             | C     | Runald Ossen      |
|    | Germania (bandiera)             | C     | Oliver Posniak    |
|    | Germania (bandiera)             | C     | Thomas Roßberger  |
|    | Germania (bandiera)             | C     | Rafael Sánchez    |
|    | Bosnia ed Erzegovina (bandiera) | A     | Zoltan Grujic     |
|    | Germania (bandiera)             | A     | Uwe Kuhl          |
|    | Germania (bandiera)             | A     | Bruno Labbadia    |
|    | Germania (bandiera)             | A     | Egbert Zimmermann |

## Organigramma societario
Area tecnica
- Allenatore: Udo Klug
- Allenatore in seconda:
- Preparatore dei portieri:
- Preparatori atletici:

## Calciomercato

### Sessione estiva
| Acquisti | Acquisti          | Acquisti           | Acquisti |
| R.       | Nome              | da                 | Modalità |
| -------- | ----------------- | ------------------ | -------- |
| A        | Egbert Zimmermann | Saarbrücken        |          |
| C        | Andreas Bordan    | Bochum             |          |
| D        | Karl-Heinz Emig   | Hertha Berlino     |          |
| D        | Stefan Glaser     | Kaiserslautern     |          |
| C        | Bernd Krajczy     | Friburgo           |          |
| D        | Gerhard Lachmann  | Viktoria Griesheim |          |
| C        | Thomas Roßberger  | Norimberga         |          |

| Cessioni | Cessioni             | Cessioni         | Cessioni |
| R.       | Nome                 | a                | Modalità |
| -------- | -------------------- | ---------------- | -------- |
| C        | Axel Fischer         | Hertha Berlino   |          |
| C        | Uwe Hahn             | VfR Bürstadt     |          |
| A        | Helmut Vorreiter     | VfR Bürstadt     |          |
| A        | Wolfgang Waldschmidt | Eintracht Haiger |          |

### Sessione invernale
| Acquisti | Acquisti | Acquisti | Acquisti |
| R.       | Nome     | da       | Modalità |
| -------- | -------- | -------- | -------- |

| Cessioni | Cessioni | Cessioni | Cessioni |
| R.       | Nome     | a        | Modalità |
| -------- | -------- | -------- | -------- |

## Risultati

### 2. Bundesliga

#### Girone di andata
| Arbitro: | Theobald |

|                       |           |            |
| Rudolf 27’ Dämgen 74’ | Marcatori | 9’ Posniak |

| Arbitro: | Mierswa |

|          |           |                   |
| Kuhl 36’ | Marcatori | 75’ (rig.) Kuntze |

| Arbitro: | Zimmermann |

|                                                   |           |                        |
| Merkle 37’ Vollmer 48’ Dannenberg 49’ (rig.), 86’ | Marcatori | 72’ Labbadia 90’ Ossen |

| Arbitro: | Broska |

|              |           |                  |
| Labbadia 72’ | Marcatori | 58’ (rig.) Jambo |

| Arbitro: | Föckler |

|          |           |          |
| Höfer 2’ | Marcatori | 68’ Emig |

| Arbitro: | Diekert |

|                              |           |              |
| Kuhl 28’, 75’, 90’ Ossen 37’ | Marcatori | 81’ Bebensee |

| Arbitro: | Reinstädtler |

|                              |           |  |
| Oldenburg 62’, 70’ Dahms 80’ | Marcatori |  |

| Arbitro: | Brehm |

|               |           |             |
| Kuhl 10’, 29’ | Marcatori | 45’ Eickels |

| Arbitro: | Osmers |

|                    |           |  |
| Hach 15’ Poqué 73’ | Marcatori |  |

| Arbitro: | Kriegelstein |

|              |           |                                             |
| Labbadia 85’ | Marcatori | 25’ Allievi 26’ Kügler 37’ Drews 45’ Tilner |

| Arbitro: | Huster |

|           |           |           |
| Berti 20’ | Marcatori | 47’ Ossen |

| Arbitro: | Niebergall |

|                                   |           |                    |
| Kuhl 1’, 77’ Lachmann 7’ Emig 27’ | Marcatori | 10’ Krüger 71’ Dum |

| Arbitro: | Wuttke |

|  |           |             |
|  | Marcatori | 19’ Salisch |

| Arbitro: | Puchalski |

|          |           |                          |
| Kuhl 57’ | Marcatori | 56’ Kaminke 58’ Rohatsch |

| Arbitro: | Correll |

|          |           |  |
| Emig 42’ | Marcatori |  |

| Berlino 17 novembre 1984, ore 15:00 CET 16ª giornata | Hertha Berlino | 0 – 0 referto | Darmstadt | Stadio Olimpico (7 600 spett.)\| Arbitro: \| Werner \| |
| Arbitro:                                             | Werner         |               |           |                                                        |

| Arbitro: | Steffens |

|              |           |                         |
| Labbadia 74’ | Marcatori | 41’ Hellberg 73’ Gerber |

| Arbitro: | Dellwing |

|                         |           |                      |
| Dorfner 20’ Güttler 90’ | Marcatori | 47’ Kuhl 53’ Sánchez |

| Arbitro: | Eli |

|          |           |                                            |
| Emig 42’ | Marcatori | 18’ Struckmann 22’ Steininger 72’ Notthoff |

#### Girone di ritorno
| Darmstadt 23 aprile 1985, ore 19:00 CEST 20ª giornata | Darmstadt | 0 – 0 referto | Friburgo | Stadion am Böllenfalltor (2 100 spett.)\| Arbitro: \| Kost \| |
| Arbitro:                                              | Kost      |               |          |                                                               |

| Arbitro: | Weber |

|                                                       |           |                      |
| Grabosch 25’ (rig.) Helmes 28’ Kirschner 38’ Gede 75’ | Marcatori | 20’ Huxhorn 74’ Kuhl |

| Arbitro: | Diekert |

|          |           |  |
| Kuhl 40’ | Marcatori |  |

| Arbitro: | Waltert |

|                                   |           |  |
| Blättel 22’ Jambo 31’ Demange 48’ | Marcatori |  |

| Arbitro: | Retzmann |

|  |           |          |
|  | Marcatori | 81’ Hahn |

| Arbitro: | Wahmann |

|                                 |           |          |
| Bunk 45’ (rig.) Gaedke 56’, 85’ | Marcatori | 32’ Emig |

| Arbitro: | Schütte |

|                                |           |           |
| Zimmermann 5’, 45’ (rig.), 86’ | Marcatori | 66’ Golke |

| Arbitro: | Uhlig |

|            |           |                                |
| Dauber 79’ | Marcatori | 35’ Emig 56’ Ossen 59’ Posniak |

| Arbitro: | Correll |

|                                               |           |          |
| Labbadia 24’ Zimmermann 57’ (rig.) Dohmen 67’ | Marcatori | 45’ Olck |

| Arbitro: | Huster |

|                               |           |                            |
| Steubing 39’ Džoni 45’ (rig.) | Marcatori | 26’ Posniak 36’ Zimmermann |

| Arbitro: | Probst |

|                                |           |  |
| Zimmermann 75’ (rig.) Kuhl 86’ | Marcatori |  |

| Arbitro: | Kriegelstein |

|            |           |                                     |
| Malura 63’ | Marcatori | 53’ Kuhl 85’ Sánchez 88’ Zimmermann |

| Arbitro: | Steffens |

|             |           |          |
| Posniak 11’ | Marcatori | 61’ Tilk |

| Arbitro: | Reinstädtler |

|  |           |                             |
|  | Marcatori | 74’ Labbadia 81’ Zimmermann |

| Arbitro: | Bruch |

|                               |           |  |
| Panierschky 51’ Cestonaro 75’ | Marcatori |  |

| Arbitro: | Walz |

|                                 |           |          |
| Sánchez 67’ Labbadia 88’ (rig.) | Marcatori | 45’ Skov |

| Arbitro: | Assenmacher |

|                                              |           |              |
| Gue 25’, 46’ Hartmann 72’ (rig.) Surmann 76’ | Marcatori | 76’ Labbadia |

| Arbitro: | Puchalski |

|  |           |                                             |
|  | Marcatori | 55’ Klaus 58’ Geyer 60’ Güttler 72’ Brunner |

| Arbitro: | Wiesel |

|                                  |           |          |
| Abramczik 5’, 52’ Struckmann 62’ | Marcatori | 60’ Reeg |

### Coppa di Germania
| Arbitro: | Walz |

|                               |           |  |
| Emig 18’ Kuhl 44’ Krajczy 63’ | Marcatori |  |

| Arbitro: | Weber |

|                                                      |           |  |
| Neubarth 24’, 42’ Reinders 27’ Pezzey 37’ Völler 43’ | Marcatori |  |

## Statistiche

### Statistiche di squadra
| Competizione      | Punti | In casa | In casa | In casa | In casa | In casa | In casa | In trasferta | In trasferta | In trasferta | In trasferta | In trasferta | In trasferta | Totale | Totale | Totale | Totale | Totale | Totale | DR  |
| Competizione      | Punti | G       | V       | N       | P       | Gf      | Gs      | G            | V            | N            | P            | Gf           | Gs           | G      | V      | N      | P      | Gf     | Gs     | DR  |
| ----------------- | ----- | ------- | ------- | ------- | ------- | ------- | ------- | ------------ | ------------ | ------------ | ------------ | ------------ | ------------ | ------ | ------ | ------ | ------ | ------ | ------ | --- |
| 2. Bundesliga     | 35    | 19      | 9       | 4       | 6       | 29      | 26      | 19           | 4            | 5            | 10           | 23           | 38           | 38     | 13     | 9      | 16     | 52     | 64     | -12 |
| Coppa di Germania | -     | 1       | 1       | 0       | 0       | 3       | 0       | 1            | 0            | 0            | 1            | 0            | 5            | 2      | 1      | 0      | 1      | 3      | 5      | -2  |
| Totale            | 35    | 20      | 10      | 4       | 6       | 32      | 26      | 20           | 4            | 5            | 11           | 23           | 43           | 40     | 14     | 9      | 17     | 55     | 69     | -14 |

### Andamento in campionato
| Giornata  | 1  | 2  | 3  | 4  | 5  | 6  | 7  | 8  | 9  | 10 | 11 | 12 | 13 | 14 | 15 | 16 | 17 | 18 | 19 | 20 | 21 | 22 | 23 | 24 | 25 | 26 | 27 | 28 | 29 | 30 | 31 | 32 | 33 | 34 | 35 | 36 | 37 | 38 |
| --------- | -- | -- | -- | -- | -- | -- | -- | -- | -- | -- | -- | -- | -- | -- | -- | -- | -- | -- | -- | -- | -- | -- | -- | -- | -- | -- | -- | -- | -- | -- | -- | -- | -- | -- | -- | -- | -- | -- |
| Luogo     | T  | C  | T  | C  | T  | C  | T  | C  | T  | C  | T  | C  | T  | C  | C  | T  | C  | T  | C  | C  | T  | C  | T  | C  | T  | C  | T  | C  | T  | C  | T  | C  | T  | T  | C  | T  | C  | T  |
| Risultato | P  | N  | P  | N  | N  | V  | P  | V  | P  | P  | N  | V  | V  | P  | V  | N  | P  | N  | P  | N  | P  | V  | P  | P  | P  | V  | V  | V  | N  | V  | V  | N  | V  | P  | V  | P  | P  | P  |
| Posizione | 14 | 15 | 18 | 18 | 17 | 13 | 15 | 13 | 16 | 17 | 16 | 14 | 12 | 13 | 12 | 11 | 13 | 12 | 15 | 14 | 18 | 14 | 18 | 18 | 20 | 17 | 15 | 14 | 14 | 13 | 9  | 8  | 7  | 9  | 9  | 10 | 14 | 15 |

Legenda:

Luogo: C = Casa; T = Trasferta. Risultato: V = Vittoria; N = Pareggio; P = Sconfitta.

### Statistiche dei giocatori
| Giocatore     | 2. Bundesliga | 2. Bundesliga | 2. Bundesliga | 2. Bundesliga | Coppa di Germania | Coppa di Germania | Coppa di Germania | Coppa di Germania | Totale   | Totale | Totale      | Totale     |
| Giocatore     | Presenze      | Reti          | Ammonizioni   | Espulsioni    | Presenze          | Reti              | Ammonizioni       | Espulsioni        | Presenze | Reti   | Ammonizioni | Espulsioni |
| ------------- | ------------- | ------------- | ------------- | ------------- | ----------------- | ----------------- | ----------------- | ----------------- | -------- | ------ | ----------- | ---------- |
| F. Berlepp    | 8             | 0             | 0             | 0             | 0                 | 0                 | 0                 | 0                 | 8        | 0      | 0           | 0          |
| W. Bernecker  | 17            | 0             | 1             | 0             | 2                 | 0                 | 0                 | 0                 | 19       | 0      | 1           | 0          |
| A. Bordan     | 5             | 0             | 0             | 0             | 0                 | 0                 | 0                 | 0                 | 5        | 0      | 0           | 0          |
| R. Dohmen     | 32            | 1             | 5             | 0             | 2                 | 0                 | 0                 | 0                 | 34       | 1      | 5           | 0          |
| J. Dörrich    | 1             | 0             | 0             | 0             | 0                 | 0                 | 0                 | 0                 | 1        | 0      | 0           | 0          |
| K. Emig       | 38            | 6             | 3             | 0             | 2                 | 1                 | 0                 | 0                 | 40       | 7      | 3           | 0          |
| S. Glaser     | 23            | 0             | 0             | 0             | 1                 | 0                 | 0                 | 0                 | 24       | 0      | 0           | 0          |
| Z. Grujic     | 1             | 0             | 0             | 0             | 0                 | 0                 | 0                 | 0                 | 1        | 0      | 0           | 0          |
| W. Huxhorn    | 31            | 1             | 0             | 0             | 2                 | 0                 | 0                 | 0                 | 33       | 1      | 0           | 0          |
| V. Kispert    | 22            | 0             | 3             | 0             | 1                 | 0                 | 0                 | 0                 | 23       | 0      | 3           | 0          |
| B. Krajczy    | 19            | 0             | 2             | 0             | 2                 | 1                 | 0                 | 0                 | 21       | 1      | 2           | 0          |
| U. Kuhl       | 34            | 14            | 3             | 0             | 2                 | 1                 | 0                 | 0                 | 36       | 15     | 3           | 0          |
| B. Labbadia   | 32            | 8             | 0             | 0             | 1                 | 0                 | 0                 | 0                 | 33       | 8      | 0           | 0          |
| G. Lachmann   | 25            | 1             | 4             | 0             | 1                 | 0                 | 0                 | 0                 | 26       | 1      | 4           | 0          |
| S. Lottermann | 0             | 0             | 0             | 0             | 0                 | 0                 | 0                 | 0                 | 0        | 0      | 0           | 0          |
| L. Macela     | 35            | 0             | 6             | 0             | 1                 | 0                 | 0                 | 0                 | 36       | 0      | 6           | 0          |
| R. Ossen      | 34            | 4             | 6             | 0             | 2                 | 0                 | 0                 | 0                 | 36       | 4      | 6           | 0          |
| O. Posniak    | 37            | 4             | 4             | 0             | 2                 | 0                 | 1                 | 0                 | 39       | 4      | 5           | 0          |
| G. Reeg       | 2             | 1             | 0             | 0             | 0                 | 0                 | 0                 | 0                 | 2        | 1      | 0           | 0          |
| T. Roßberger  | 1             | 0             | 0             | 0             | 0                 | 0                 | 0                 | 0                 | 1        | 0      | 0           | 0          |
| P. Salisch    | 21            | 1             | 1             | 0             | 2                 | 0                 | 0                 | 0                 | 23       | 1      | 1           | 0          |
| R. Sánchez    | 29            | 3             | 0             | 0             | 2                 | 0                 | 1                 | 0                 | 31       | 3      | 1           | 0          |
| E. Zimmermann | 26            | 8             | 3             | 0             | 0                 | 0                 | 0                 | 0                 | 26       | 8      | 3           | 0          |